# Juan Olegario Gil
Juan Olegario Gil (ur. ? – zm. ?) – argentyński piłkarz, grający podczas kariery na pozycji napastnika. 

## Kariera klubowa
Juan Olegario Gil podczas piłkarskiej kariery występował w klubie San Isidro Buenos Aires.

## Kariera reprezentacyjna
Jedyny raz reprezentacji Argentyny Gil wystąpił 11 września 1910 w wygranym 3-0 towarzyskim meczu z Chile.